# Juniper Hills
Juniper Hills ist eine Ortschaft mit Status einer unincorporated community im Los Angeles County.
Das hügelige Gebiet von Juniper Hills liegt an den nördlichen Abhängen der San Gabriel Mountains und gehört bereits zur Mojave-Wüste. Die nächsten Orte sind Littlerock (9,6 km im Nordnordwesten) und San Village (13 km im Norden). Palmdale als nächste Großstadt liegt 22,4 km im Nordwesten. Juniper Hills hatte laut der Volkszählung 2000 665 Einwohner.
Am 16. Juni 1948 wurde die Juniper Hills and Cima Mesa Community Association gegründet, die sich 1962 in Juniper Hills Community Association umbenannte. Der Versuch Juniper Hills an den Palmdale Water District anzuschließen und damit mit Wasser zu versorgen, schlug 1963 in einer Volksabstimmung fehl. Die Bewohner Sind deshalb zur Trink- und Brauchwasserversorgung auf Brunnen und Wasserlieferungen angewiesen. Während des sogenannten Bobcat Fire im September 2020 verbrannten Gebäude in Juniper Hills.